# American Dental Association
Die American Dental Association (ADA) ist die größte zahnärztliche Vereinigung der USA und repräsentiert 157.000 Zahnärzte und 20.000 Zahnmedizinstudenten (Stand 2013). Jährlich veranstaltet der Verband seinen Jahreskongress mit einer kongressbegleitenden Ausstellung an unterschiedlichen Orten.

## Geschichte
Im Jahre 1859 gründeten 26 Zahnärzte in Niagara Falls, New York, die erste amerikanische zahnärztliche Berufsvertretung (ADA). 1897 verschmolz die ADA mit der Southern Dental Association (SDA) und bildete die National Dental Association (NDA). 1922 wurde diese wieder in ADA umbenannt. Diese ist nicht zu verwechseln mit der von Gardner Colton in New York gegründeten Colton Dental Association, welche den Gebrauch von Lachgas zur Schmerzbetäubung bei Zahnextraktionen propagierte.

## Organisation
Oberstes Organ der ADA ist die Delegiertenversammlung, die aus 473 Delegierten besteht. Die Delegierten werden von 53 regionalen Gesellschaften, fünf staatlichen Organisationen und der American Student Dental Association, dem Verband der Zahnmedizinstudenten entsandt. Das operative Geschäft erledigt der Board of Trustees, der aus dem Präsidenten, zwei Vizepräsidenten und weiteren 17 Mitgliedern besteht.

## Aufgaben
Die Vereinigung vertritt sowohl die Interessen der Zahnärzte, als auch der Patienten. Sie gibt Stellungnahmen zu ethischen Fragen und Fachfragen ab, die weltweit Anerkennung erfahren. Die ADA erkennt formell 9 Fachrichtungen an:  Zahnarzt im öffentlichen Gesundheitswesen, Endodontie, Mund- und Kiefer-Pathologie, Mund-, Kiefer- und Gesichtschirurgie, Kieferorthopädie, Kinderzahnheilkunde, Parodontologie, Prothetik und Mund-Kiefer-Radiologie. Sie unterhält unter der Aufsicht des United States Department of Education (Bildungsministerium der Vereinigten Staaten) den Zulassungsausschuss für Zahnärzte, der die Berufserlaubnis erteilt, und den Fort- und Weiterbildungsausschuss, der die genannten Fachbezeichnungen vergibt. Sie widmet sich der Prophylaxe und unterhält hierfür eine eigene website MouthHealthy.

## Jahreskongresse
- Die 153. Annual Session fand vom 18. bis 21. Oktober 2012 im Moscone North Convention Center in San Francisco statt. Die begleitende Ausstellung “World Marketplace Exhibition” wurde parallel zum Kongress in den Messehallen des Moscone Center durchgeführt.
- Die 154. Annual Session fand vom 31. Oktober bis 3. November 2013 in New Orleans im Ernest N. Morial Convention Center statt.
- Die 155. Annual Session fand in San Antonio, Texas, vom 9. bis 14. Oktober 2014 statt.
- Die 156. Annual session fand in Washington, D.C. vom 16.–18. November 2015 statt.

Die nächsten Annual sessions werden vom 20.–25. Oktober 2016 in Denver, vom 19.–24. Oktober 2017 in Atlanta und vom 27. September bis 2. Oktober 2018 in San Francisco stattfinden.

## ADA Siegel
Über 300 Mundgesundheitsprodukte, einschließlich Zahnpasten, Zahnseide, Zahnbürsten, Mundspüllösungen, Haftmitteln und Kaugummi tragen das ADA Seal of Acceptance, ein Qualitätssiegel, das allgemein bei den Verbrauchern für Sicherheit und Wirksamkeit steht.

## Dudley der Dinosaurier
Dudley der Dinosaurier (Entwurf von  Jon McClenahan) ist seit 1991 ein Maskottchen der American Dental Association. Dudley soll zweisprachig (englisch und spanisch) Kinder zum Zähneputzen motivieren.

## Publikationsorgane
Der Verein gibt monatlich das Journal of the American Dental Association, den ADA Guide to Dental Therapeutics und die ADA News heraus.